# ジャン・クロード・ブーチェ

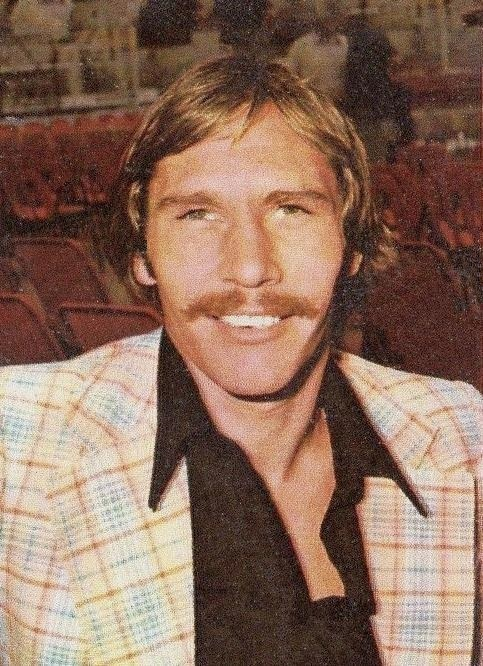
ジャン・クロード・ブーチェ

ジャン・クロード・ブーチェ（Jean-Claude Bouttier、1944年10月13日 - 2019年8月3日）は、フランスの元プロボクサー。元世界ミドル級第1位。引退後は俳優としても活動した。

## 来歴
1965年10月23日、プロデビュー。
1971年6月9日、EBUヨーロッパ・ミドル級チャンピオンとなる。
1972年6月17日、アラン・ドロンのプロモートを受け、パリで世界ミドル級王者カルロス・モンソンに挑戦。ブーチェは6回にダウンを喫し、KO負け寸前にまで追い込まれるものの、その後は猛反撃を展開。12回にはモンソンを追い詰める善戦を見せたが、13回の開始のベルにコーナーから立ち上がることができず、そのまま13回TKO負けとなった。1年半後の1973年9月29日、同地でモンソンに再挑戦したが、15回判定負けを喫した。翌年引退。
その後は俳優としても活動し、クロード・ルルーシュ監督の1981年の映画『愛と哀しみのボレロ』ではボクサー役で出演している。